# RD-191
RD-191 – rosyjski silnik rakietowy na paliwo ciekłe, jednokomorowa pochodna radzieckiego silnika RD-170. Od 2014 wykorzystywany jako silnik startowy rakiet Angara.

## Budowa
Silnik, konstrukcyjnie wzorowany na RD-170, jest jego jednokomorową pochodną. Zapłon mieszanki paliwowej odbywa się za pomocą specjalnej mieszanki, która po wprowadzeniu do komory spalania ulega samozapłonowi w kontakcie z ciekłym tlenem. Silnik może zmniejszyć siłę ciągu do ok. 30% nominalnej wartości, a także pozwala na krótkotrwałe zwiększenie siły ciągu (do 105% wartości nominalnej). Silnik posiada możliwość wychylania komory spalania o maks. 8 stopni w celu korekcji trajektorii lotu.
Silnik wyposażono w zestaw sensorów monitorujących pracę silnika podczas lotu. Ponadto ciepło powstające wskutek spalania paliwa jest wykorzystywane do ogrzewania helu w celu zapewnienia utrzymania prawidłowego ciśnienia w zbiornikach paliwa.

## Opracowywanie i użycie
5 września 2008 przedsiębiorstwo NPO Energomasz, odpowiedzialne za skonstruowanie silnika RD-191, poinformowało o zakończeniu prac badawczych oraz testów silnika i gotowości do rozpoczęcia właściwej produkcji.
Do 2010 zbudowano 9 prototypowych modeli silnika, które poddawano testowym zapłonom przez łącznie 23000 sekund. Jeden z tych prototypów podczas 12 testów przepracował 3635 sekund.
Pierwszy operacyjny lot silnika RD-191 odbył się 9 lipca 2014, kiedy to rakieta Angara w wersji 1.2 wystartowała do lotu suborbitalnego.

## Konstrukcje pochodne

### RD-151
Jest to wersja silnika o obniżonej sile ciągu do ok. 1700 kN. W latach 2009–2013 wykorzystywana jako silnik startowy rakiet Naro-1.

### RD-181
Silnik skonstruowany specjalnie na potrzeby rakiet Antares po katastrofie startu misji Cygnus CRS Orb-3 w październiku 2014. 7 grudnia tego samego roku firma Orbital Sciences zapowiedziała wykorzystanie w nowej serii rakiet Antares silników RD-181 i zamówiła 20 sztuk tego silnika. W 2015 przeprowadzono serię testowych zapłonów, które nie wykazały żadnych problemów. 17 października 2016 pierwsza rakieta Antares 230, wykorzystująca parę silników RD-181, wystartowała, wynosząc na orbitę pojazd Cygnus CRS OA-5.

### RD-193
Projektowana lżejsza wersja silnika docelowo ma służyć za napęd pierwszego stopnia rakiety Sojuz 2.1w, obecnie wykorzystującej poradzieckie jednostki NK-33. Wprowadzenie RD-193 do eksploatacji ma nastąpić po wyczerpaniu zapasowych silników NK-33. W 2013 zakończono testy silnika.